# باکتری نفت‌خوار
باکتری نفت‌خوار قادر به تجزیهٔ آلودگی‌های نفتی در محیط‌های دریایی می‌باشند.

## اهمیت
نفت یک فرآوردهٔ مهم برای اقتصاد، سیاست و البته سمی برای سیستم‌های بیولوژیک است و آلوده‌کنندهٔ اصلی محیط‌ زیست محسوب می‌شود. به علت ورود مستقیم نفت به اکوسیستم‌ها و به خاطر رهایی طبیعی آن از مخازن، فعالیت‌های انجام شده جهت استخراج آن از مخازن و انتقال از مخازن به محل مصرف، فرآوری بیشتر در پالایشگاه و استعمال و مصرف آن به وسیلهٔ مصرف‌کنندهٔ نهایی، آلودگی ایجاد می‌شود. در صورت وقوع آلودگی در خشکی مسئلهٔ قابل حل است و به راحتی بر طرف می‌شود، اما از میان بردن آلودگی دریایی مشکل است. هر معیاری که فراوانی، سطح، مدت یا شدت آلودگی سیستم‌های دریایی به وسیلهٔ نفت خام را کاهش دهد، توانایی نگهداری و استخراج آن را به عنوان منبع اولیهٔ انرژی و مواد خام افزایش می‌دهد.

## باکتری‌های نفت‌خوار
اخیراً باکتری‌های دریایی جدیدی که قادر به تجزیهٔ آلودگی‌های نفتی در محیط‌های دریایی می‌باشند از ناحیه‌ای در نزدیکی جزیرهٔ بورکوم در دریای شمال، شناسایی شده‌اند. این باکتری‌های دریایی میله‌ای شکل، گرم منفی و هوازی اجباری بودند. این باکتری‌ها هیدروکربن‌های آلیفاتیک مختلفی مانند هیدروکربن‌های آلیفاتیک خطی یا زنجیره‌ای شاخه‌دار و ترکیبات آروماتیک مانند تولوئن، نفتالین، فنانترن و آنتراسن (نه اسید آمینه، پروتئین‌ها، کربوهیدرات‌ها یا پلی ساکارید‌ها) را به عنوان تنها منبع کربن و انرژی مورد استفاده قرار می‌دهند. این باکتری‌ها از نظر فیلوژنتیکی پیشینهٔ قبلی نداشته و در جنس جدیدی تحت عنوان Alcanivorax طبقه‌بندی شده‌اند. این باکتری‌ها قادرند در NaCl با غلظت‌های ۰٫۰۸–۳٫۵M زندگی کنند. این میکروارگانیسم‌ها، فیزیولوژی و ترکیب سلولی غیرعادی دارند. کوچک بوده، حجم آن‌ها ۰٫۲ میکرو متر مکعب است و سیتوپلاسم رقیقی دارند. این باکتری‌ها فقط نصف تعداد پروتئین‌های بیان شده به وسیلهٔ اشریشیا کلی را بیان می‌کنند. ژنوم آن‌ها نسبتاً کوچک است (mb۳–۴) و فقط ۱–۲ اپرون rRNA را دربر می‌گیرد.

## باکتری‌های نفت‌خوار چگونه می‌توانند مواد نفتی را تجزیه و یا به عبارتی دیگر آن را بخورند؟
این باکتری ماده‌ای به نام Biosurfactant از خود خارج می‌کند که این ماده کشش سطحی نفت را کاهش داده و آن را امولسیونه می‌کند. البته همین خاصیت امولسیون‌کنندگی کاربردهای صنعتی زیادی هم دارد. نفت امولسیون شده توسط باکتری تجزیه می‌شود و به این ترتیب به دی‌اکسید کربن و مواد ساده‌تری تبدیل می‌شود که جذب میکروب‌های موجود در طبیعت شوند. در مواردی نظیر ترک‌خوردگی لوله‌های نفت و یا غرق شدن یک نفتکش که مقدار زیادی نفت وارد دریا (طبیعت) می‌شود، با انتقال این باکتری‌ها به محل می‌توانیم آلودگی ناشی از وجود نفت را از میان ببریم. یکی دیگر از موارد مهم ایجاد آلودگی‌های نفتی تخلیهٔ آب توازن نفت کش هاست. یک نفتکش نفت را از کشوری به کشور دیگر حمل، موقع برگشت باید بخشی از تانکر آن برای حفظ تعادل با آب پر شود؛ که این آب در نزدیکی محل نفت‌گیری مجدد تخلیه می‌شود و به این ترتیب نفت باقی‌مانده داخل تانکر، متأسفانه وارد دریا می‌گردد. این نفت در روی سطح دریا لکه‌ای ایجاد کرده و مانع ورود اکسیژن (O2) به آب می‌شود؛ و با امواج دریا ساحل را نیز آلوده می‌نماید. اگر مقداری از باکتری نفت‌خوار را به آب توازن تانکر یا نفت‌کش منتقل کنیم می‌تواند پیش از تخلیهٔ این آب، نفت موجود روی آن را تجزیه کرده و مانع از انتقال آن به آب دریا شود. در محل آلودگی تا زمانی که نفت وجود دارد، باکتری‌ها فعال و تکثیر می‌شوند، اما پس از تمام شدن نفت و در مواقع از میان رفتن آلودگی باکتری‌ها به تدریج و خود به خود از تعدادشان کم خواهد شد و می‌میرند؛ و لاشه‌های باقی‌مانده توسط موجودات دیگر خورده خواهد شد و وارد چرخهٔ طبیعت و هیچ خطری برای محیط‌زیست ندارند.

## استفاده از باکتری‌ها ی نفت‌خوار
الف: رفع آلودگی‌های نفتی محیط‌زیست
ب: استخراج نفت‌های باقی‌مانده در چاه نفت که با روش‌های معمولی قابل استخراج نیستند.

## باکتری‌های نفت‌خوار به عنوان یک تهدید
میکروارگانیسم‌های زنده که بر همهٔ باکتری‌ها، مخمرها، کپک‌ها و قارچ‌های رشته‌ای برتری دارند، می‌توانند ترکیبات مختلف موجود در نفت خام را دچار تغییر و تبدیل کنند. این تغییر و تحول در نفت خام سبب کاهش ارزش اقتصادی نفت می‌شود؛ از این رو اهمیت دارد که واکنش‌ها و موقعیت‌های مخازن نفتی را به لحاظ زمین‌شناسی بررسی کنیم. به این مجموعه واکنش‌ها، تجزیهٔ بیولوژیک نفت (Oil Biodegradation) می‌گویند. تجزیهٔ بیولوژیک نفت خام به وسیلهٔ فعالیت‌های آنزیماتیک باکتری‌ها که در مخازن اصلی نفت روی می‌دهد، سبب می‌شود که میزان زیادی از کیفیت نفت در این گونه مخازن کاسته شود. تجزیهٔ بیولوژیک نفت در همهٔ موقعیت‌ها، چه در شرایط هوازی و چه در مخازن نفتی عمیق، که شرایط بی‌هوازی بر آن حاکم است، می‌تواند صورت گیرد. نزدیک به چهل سال پیش دانشمندان فکر می‌کردند که این تجزیه و تغییر تنها در مخازن عمیق صورت می‌گیرد، ولی امروزه این دگرگونی نفتی را در مخازن کم عمق هم یافته‌اند. تجزیهٔ بیولوژیک نفت سبب تغییرات کلی زیر در ویژگی‌های نفت خام می‌شود:
- ویژگی‌های مایع بودن نفت یعنی درجهٔ API و گرانروی نفت خام را تغییر می‌دهد؛ سبب تغییر در شیمی خاک نفت می‌شود؛ سبب ارزش واقعی و رایج نفت خام را تغییر می‌دهد.
تجزیهٔ بیولوژیک نفت به تدریج سبب تجزیهٔ ترکیبات مختلف موجود در نفت می‌شود و در نتیجه ویژگی‌های مایع بودن نفت و قابلیت سوختن آن دچار اختلال می‌شود.
این تغییرات را به صورت زیر می‌توان مشاهده کرد:
- بالا رفتن گرانروی نفت که در نتیجهٔ آن توانایی تولید کاهش می‌یابد؛ کاهش درجهٔ API نفت و سنگین‌تر شدن آن که در نتیجه ارزش تولید نفت کاهش می‌یابد؛ افزایش میزان آسفالتین که با میزان هیدرات کربن‌های آروماتیک و اشباع ارتباط دارد؛ افزایش میزان غلظت بعضی از فلزات خاص مانند نیکل و وانادیوم؛ افزایش میزان حجم گوگرد.
باکتری‌های نفت‌خوار، ارگانیسم‌هایی هستند که درهمه شرایط مانند مناطق بسیار عمیق و در داخل رسوبات و شرایط هوازی و بی‌هوازی می‌توانند به زندگی عادی خود ادامه دهند و در مناطقی که منابع غذایی مانند نفت در اختیار آن‌ها باشد، سبب تجزیه نفت می‌شوند، اگر چه تجزیه نفت بر اثر همکاری و تعامل میان چند گونه از این میکروارگانیسم‌ها صورت می‌گیرد. در مخازن نفتی زیرسطحی و عمیق، نخست تجزیه بیولوژیک نفت در شرایط بی‌هوازی صورت می‌گیرد. این عمل را باکتری‌هایی که گوگرد را اکسید می‌کنند یا باکتری‌هایی که از پذیرنده‌های دیگر الکترون استفاده می‌کنند، انجام می‌دهند. به‌طور تجربی ثابت شده‌است که تجزیه انباشت‌های نفتی در مخازنی صورت می‌گیرد که دمای آن‌ها یک کمتر از ۸۰ درجه سانتی گراد باشد. در دمای بالاتر از این حد، میکروارگانیسم‌های تجزیه‌کننده قادر به ادامه حیات نیستند و در نتیجه تجزیه بیولوژیک هم صورت نمی‌گیرد. بر همین اساس دانشمندان الگویی را پیشنهاد کرده‌اند که اگر یک مخزن نفتی تا دمای بیش از ۸۰ درجه سانتی گراد حرارت ببیند، سبب استریلیزاسیون آن مخزن می‌شود و تمام میکروارگانیسم‌های تجزیه گر آن از بین می‌روند و حتی هنگامی که دما به زیر ۸۰ درجه سانتیگراد نیز می‌رسد، تجزیه بیولوژیک صورت نمی‌گیرد، زیرا احتمال برگشت میکروارگانیسم‌ها به این مخازن استریل شده بسیار ضعیف است. در یک نتیجه‌گیری کلی می‌توان گفت که ارزش زیاد محصولات نفتی، محافظت بیشتری را در میدان‌ها و مخازن نفتی می‌طلبد و محافظان این مخازن باید همواره در نظر داشته باشند که تزریق تعداد محدودی از این گونه باکتری‌ها به از بین رفتن ارزش واقعی این مخازن منجر می‌شود.